# Beatriz Bosch
Beatriz Bosch (Paraná, 11 de desembre de 1911 - Buenos Aires, 5 de juny de 2013) va ser una historiadora argentina especialitzada en la història de la seva província natal, Entre Rios, i la del primer president constitucional del seu país, Justo José de Urquiza.

## Biografia
Va ser professora especialitzada en Història i Geografia a la Facultat de Ciències Econòmiques i Educacionals de la Universitat Nacional del Litoral (UNL). Va ser professora titular i posteriorment rectora de l'Institut Nacional del Professorat de Paraná; va ser també professora a la Facultat de Dret i Ciències Socials de la UNL.
Va ser exonerada dels seus càrrecs el 1949 per ser considerada opositora al peronisme, per un decret signat pel ministre Oscar Ivanissevich. Va recuperar els seus càrrecs durant la Revolució Allibaradora.
El 1965 va ser incorporada com Membre Corresponent de l'Acadèmia Nacional de la Història, de la qual va ser Membre de Número de des de l'any 1986, sent la segona dona a aconseguir-lo. Va ser també membre corresponent de la Reial Acadèmia de la Història de Madrid, de les Acadèmies de la Història del Perú, de Bolívia, de Puerto Rico, del Paraguai i de Veneçuela, de l'Acadèmia de Geografia i Història de Guatemala, de l'Institut Històric i Geogràfic de l'Uruguai, i de l'Institut Històric i Geogràfic del Brasil.
Durant la seva carrera va rebre premis i distincions al seu país i a l'estranger, com la Faixa d'Honor de la Societat Argentina d'Escriptors i la Ploma de Plata del PEN Club Internacional, i reconeixements acordats per la revista Todo es Historia, la Fundació Konex, la Fundació Rotària Femenina, el govern de la província de Entre Rios i la Cambra de Diputats d'aquesta província.
Va morir a la ciutat de Buenos Aires al juny de 2013, als 101 anys.

## Llibres publicats
- Sarmiento y Urquiza; del unitarismo al federalismo (1938)
- Urquiza, gobernador de Entre Ríos. 1842-1852 (1940)
- Gobierno del coronel Lucio Mansilla (1942)
- Contribución al estudio de la iconografía de Urquiza (1943)
- Contribución al estudio de la vivienda en el Litoral durante la primera mitad del siglo XIX (1945)
- Concesión de ciudadanía por las provincias (1946)
- Las instrucciones de los diputados por Entre Ríos al Congreso Nacional de 1824-1827 (1947)
- Notas sobre toponimia entrerriana; persistencia y desaparición de topónimos (1947)
- El Colegio del Uruguay. Sus orígenes. Su edad de oro (1949)
- Presencia de Urquiza (1953)
- Los tratados de Alcaraz (1955)
- Labor periodística inicial de José Hernández (1963)
- Urquiza el Organizador (1963)
- Urquiza y su tiempo (1971)
- Alejo Peyret, administrador de la Colonia San José (1977)
- Historia de Entre Ríos (1978)
- En el sesquicentenario del Pacto Federal (1982)
- La Organización Nacional (1984)
- Urquiza y su tiempo: la visión de sus contemporáneos (1984)
- Benjamín Victorica, doctor y general (1996)
- En la Confederación Argentina. 1854-1861 (1998)

A més va publicar nombrosos articles en les revistes especialitzades en història, entre elles la prestigiosa Todo es Historia, dirigida per Félix Lluna, en Investigaciones y ensayos, o en les publicacions de l'Acadèmia Nacional de la Història.